# Исламски универзитет у Медини
Исламски универзитет у Медини (арап. الجامعة الإسلامية بالمدينة المنورة) основала је влада Саудијске Арабије краљевским декретом 1961. године у исламском светом граду Медини. Многи га повезују са селефијском идеологијом, а сматра се да доводи теологе наклоњене селафијама широм света. Други се не слажу и наводе да је институција објективна и научна, те да је одвојена од било које јединствене идеологије. Добио је институционалну академску акредитацију без изузетака од Националне комисије за академску акредитацију и оцењивање у априлу 2017.
Присустно настави је дозвољено само мушким муслиманима.